# Steffen Deibler
Steffen Deibler (ur. 10 lipca 1987 w Biberach an der Riß) – niemiecki pływak, pięciokrotny mistrz Europy (basen 25 m).
Specjalizuje się w pływaniu stylem dowolnym i motylkowym. Największym jego sukcesem są złote medale w mistrzostwach Europy na basenie 25-metrowym w Eindhoven w 2010 roku na dystansie 50 m stylem dowolnym i 100 m motylkowym.
Do 6 października 2018 roku był rekordzistą świata na krótkim basenie na dystansie 50 m stylem motylkowym. 14 listopada 2009 roku w Berlinie osiągnął wynik 21,80 s. Startował w igrzyskach olimpijskich w Pekinie (2008) oraz w Londynie (2012), nie osiągając sukcesów.
Jego brat Markus również jest pływakiem, medalistą mistrzostw Europy na basenie 25 m.